# Polia (noctuídeos)
Polia é um gênero de traça pertencente à família Arctiidae.

## Espécies
- Polia algida
- Polia asiatica
- Polia dovrensis
- Polia feildeni
- Polia groenlandica
- Polia lamuta
- Polia lanuginosa
- Polia magna
- Polia rangnovi
- Polia richardsoni
- Polia septentrionis
- Polia squara
- Polia tamsi
- Polia tunkinski